# Кокерел, Томас
Томас Кокерел (англ. Thomas Cocquerel; род. 5 сентября 1989 года) — австралийский актёр. Наиболее известен по ролям в фильмах «Похищение Фредди Хайнекена», «Рыжий пёс: Самый верный», «ДругаяЖизнь», «Столик № 19», «Племена Палос Вердес», «Вечеринка по случаю развода» и «Клуб миллиардеров».

## Карьера
Томас окончил Национальный институт драматического искусства в Сиднее.
В 2014 году он появился в мини-сериале «Девушки из Анзак» в роли Фрэнка Смита. Кокерел также появлялся в телесериалах «Дитя любви» и «Сотня».
Также актёр мог сыграть Кайла Риза в фильме «Терминатор: Генезис», но роль в итоге получил Джай Кортни.
В 2018 году Кокерел сыграл главную роль в биографическом фильме о жизни Эррола Флинна под названием Золото Флинна, получившем множество критических стрел в свой адрес.
Томас также исполнил главную мужскую роль в фильме «Селеста», поставленном режиссёром Беном Хэквортом, где его партнёршей была Рада Митчелл. Фильм был показан в официальном конкурсе на кинофестивале в Аделаиде, получил положительный отклик. Международная премьера фильма состоялась на Лондонском МКФ. Сам же актёр был номинирован на премию за лучшую мужскую роль на Международном кинофестивале «Эволюция» на Мальорке.
18 октября 2019 года Кокерел получил ведущую роль бывшего священника Нейтана в хорроре Адама Робитела «Клаустрофобы 2: Лига выживших», продолжении психологического триллера 2019 года, выпущенного 16 июля 2021 года.

## Награды
- Приз за лучшую мужскую роль Фестиваля фильмов ужасов в Нью-Йорке[англ.] — «Пила: Начало» (2018)

## Личная жизнь
Томас Кокерел встречался с актрисами Лили Коллинз и Дианной Агрон.